# Montbrun-des-Corbières
Montbrun-des-Corbières é uma comuna francesa na região administrativa de Occitânia, no departamento de Aude. Estende-se por uma área de 10,61 km². Em 2010 a comuna tinha 320 habitantes (densidade: 30,2 hab./km²).